# Albert Freude
Albert Freude (* 28. September 1877 in Mettingen; † 12. August 1956 in Bevergern) war ein deutscher römisch-katholischer Pfarrer. Der langjährige Dechant des Dekanats Ibbenbüren war Ehrenbürger der damaligen Stadt Bevergern.

## Leben

### Pfarrer und Dechant

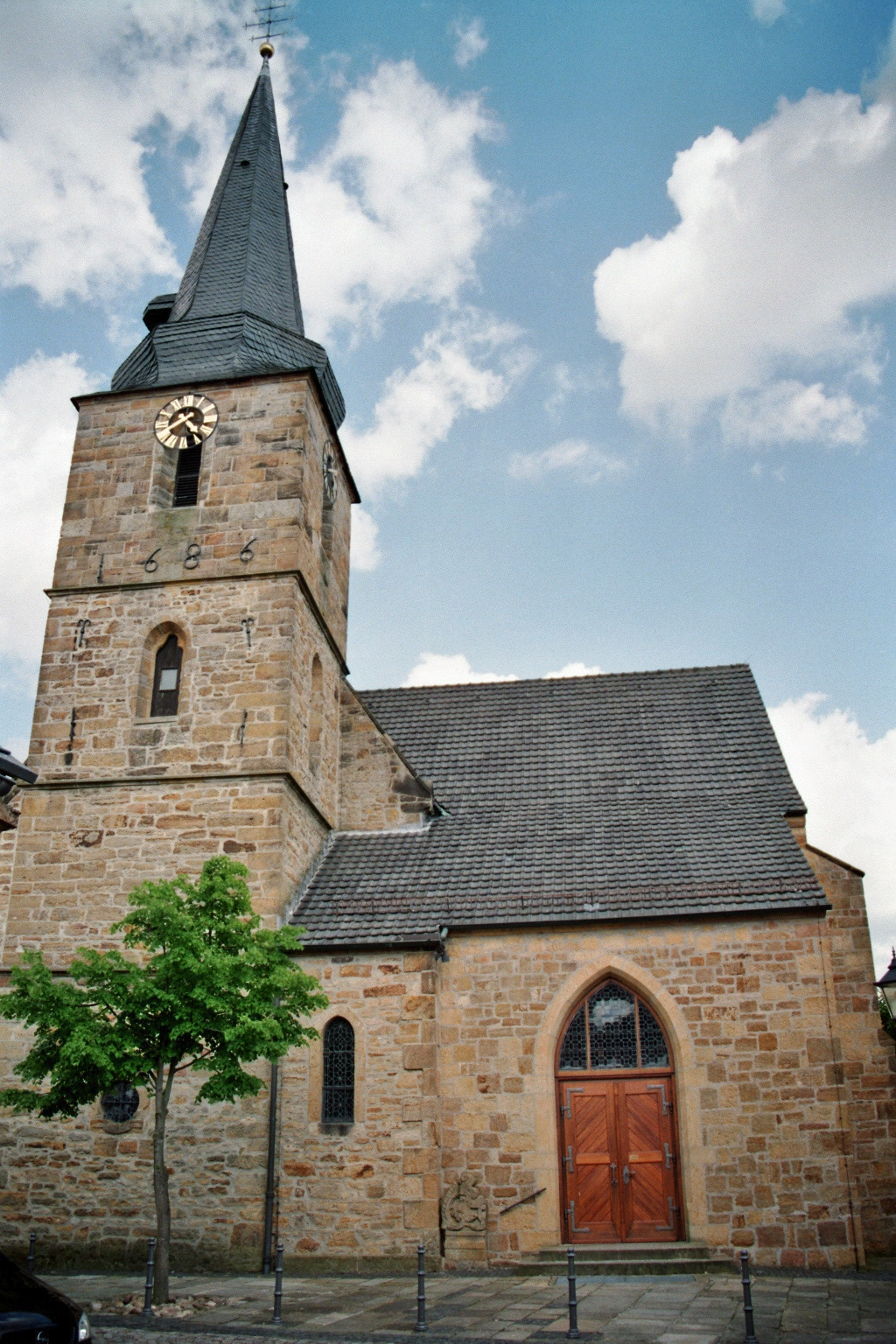
Unter Dechant Freude wurde die Pfarrkirche St. Marien 1937/1938 um das südliche Seitenschiff (r.) und die Sakristei erweitert

Der gebürtige Mettinger Albert Freude besuchte zur Vorbereitung auf das Priesteramt zunächst das Collegium Ludgerianum in Münster und studierte dort nach dem Abitur Katholische Theologie am Collegium Borromaeum und im Priesterseminar. Am 6. Juni 1903 erhielt er im Hohen Dom zu Münster durch Bischof Hermann Jakob Dingelstad die Priesterweihe. Anschließend war er als Kaplan in Ramsdorf, Harsewinkel und Gronau tätig. Am 12. April 1929 wurde er zum Pfarrer von St. Marien Bevergern ernannt und im Mai feierlich eingeführt. Nebenamtlich war er ab 1932 zunächst Definitor und ab 1936 Dechant des Dekanats Ibbenbüren. Dieses Leitungsamt übte er – trotz seines hohen Alters – bis Anfang 1954 aus und wurde anschließend in Würdigung seiner Verdienste zum Ehrendechant ernannt.

### Schwierigkeiten während der nationalsozialistischen Diktatur
Dem Nationalsozialismus stand der katholische Geistliche ablehnend gegenüber und suchte während des „Dritten Reiches“ dessen Einfluss in Bevergern – immerhin der Heimatort des zeitweiligen SA-Chefs Viktor Lutze – einzuschränken. Ein geflügeltes Wort aus jenen Jahren lautete: „In Bevergern herrscht Freude.“ Trotzdem entging auch der Dechant Repressalien durch die Nationalsozialisten nicht. Neben den üblichen gegen die Katholische Kirche verhängten Beschränkungen wurde er 1939 zu einer Geldbuße in Höhe von 500 Reichsmark verurteilt. Albert Freude hatte einen Franziskanerpater nicht verraten, der in Bevergern zum vierzigstündigen Gebet Aushilfe geleistet und dabei auf der Kanzel offene Worte über die Lage der Zeit gefunden hatte, wobei er auch abwertend über das NS-Regime sprach. Der Pater wurde daraufhin gesucht, aber nicht gefunden, da er Bevergern vorzeitig verlassen hatte. Dechant Freude seinerseits weigerte sich, nähere Auskünfte zur Person des Geistlichen zu machen. Daraufhin wurde ein Gerichtsverfahren gegen ihn angestrengt und er zu der Geldbuße verurteilt.

### Großer Einsatz für die Bevergerner Pfarrgemeinde

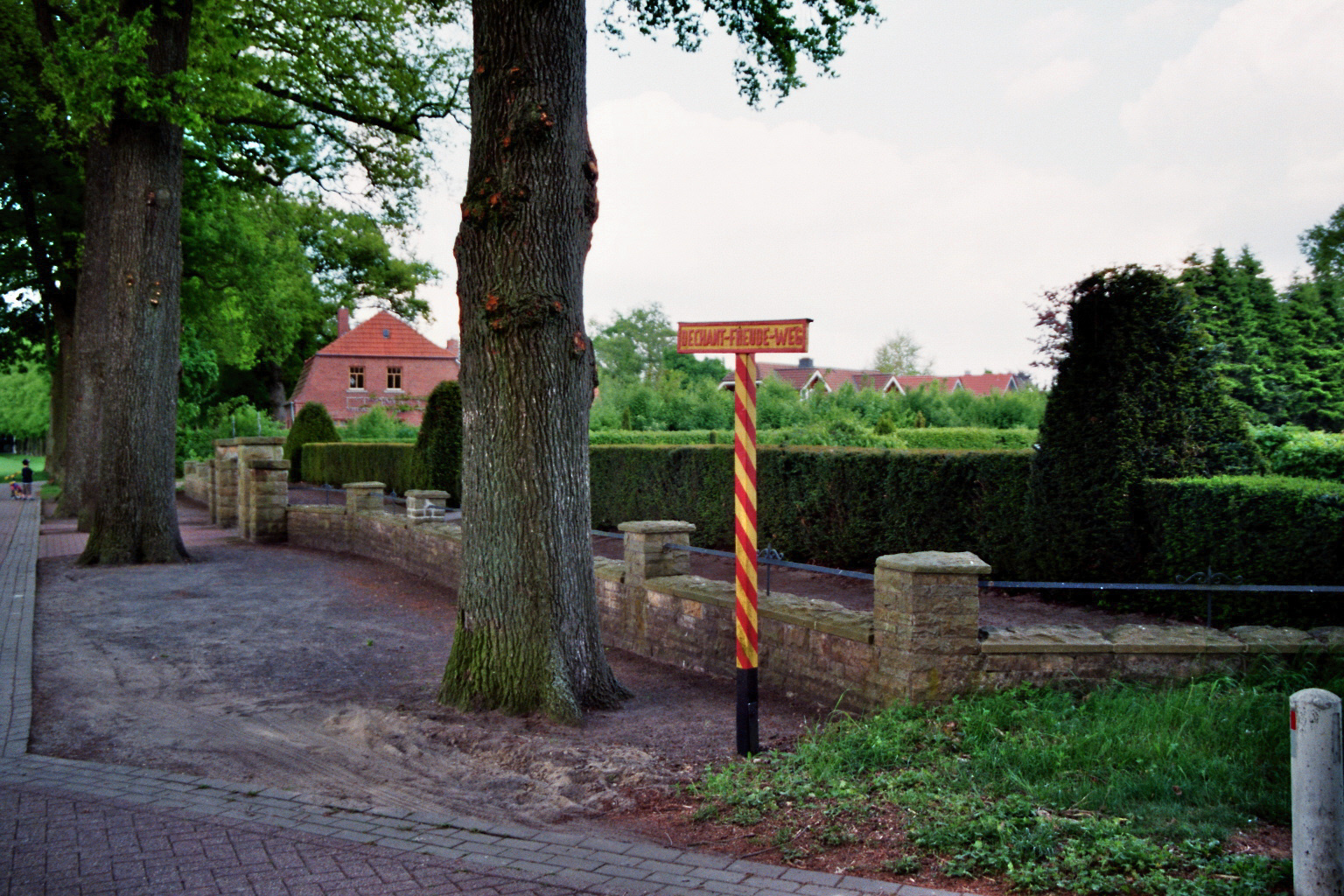
Dechant Freude ließ auch den Neuen Friedhof anlegen – von dort führt seit 1966 der Dechant-Freude-Weg zurück in die historische Altstadt

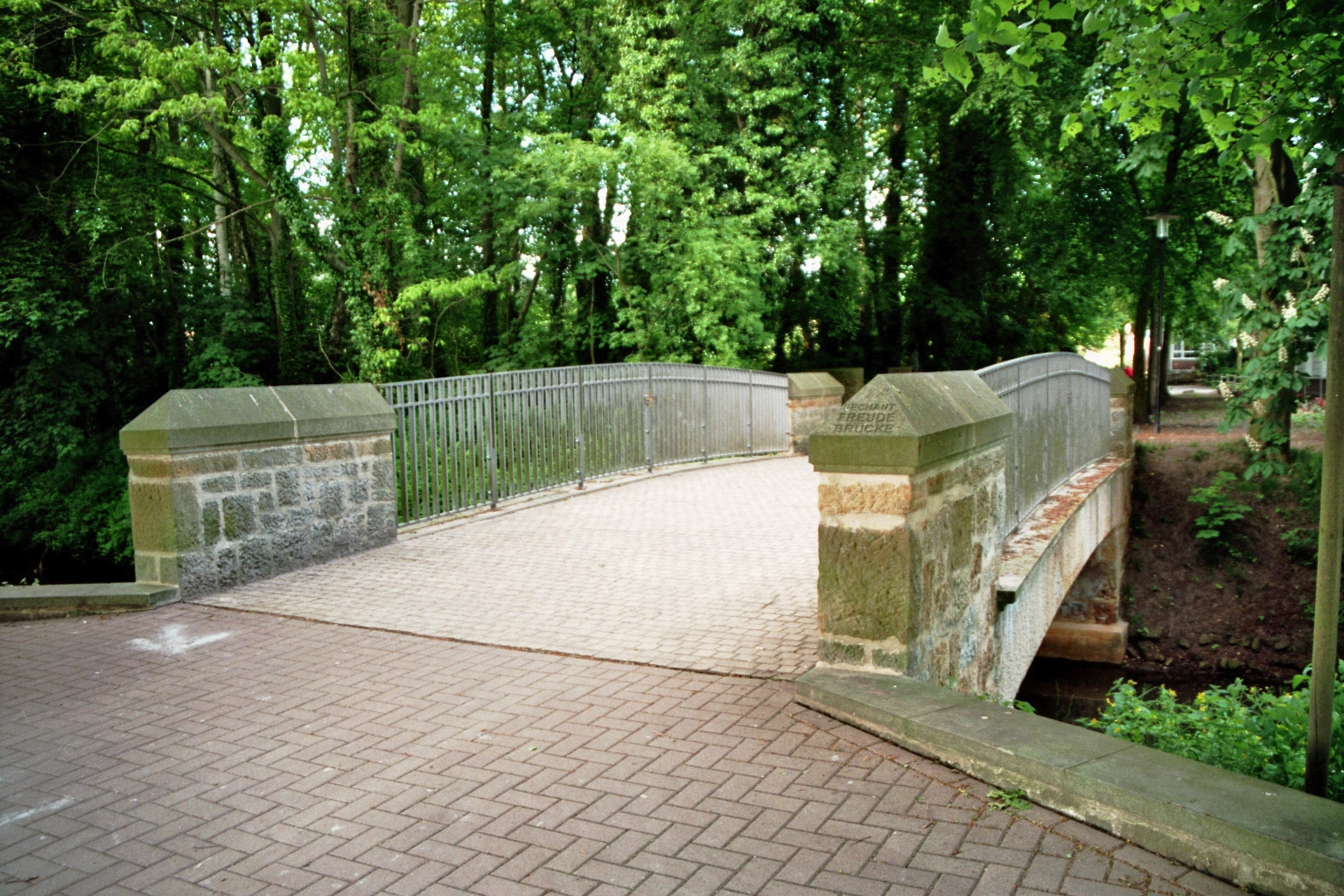
Die Dechant-Freude-Brücke ist Teil des Dechant-Freude-Wegs

Dechant Freude war ein volksnaher, allseits beliebter und vorbildlicher Seelsorger, nicht zuletzt, weil er in seiner Zeit in Bevergern viel bewegt hat. So ließ er den neuen Friedhof anlegen, der am 27. Mai 1934 eingeweiht wurde. Sein wichtigstes Projekt war jedoch die großzügige Erweiterung der für die gewachsene Pfarrgemeinde zu klein gewordenen Pfarrkirche St. Marien. Auch Bischof Clemens August Graf von Galen überzeugte sich 1934 von diesem Umstand, als er in Bevergern das Sakrament der Firmung spendete und daraufhin anregte, die Kirche zu vergrößern. Um das Projekt umzusetzen, brachten in den folgenden Jahren nicht nur die Bevergerner Katholiken erhebliche Summen auf, sondern Dechant Freude warb auch in den Nachbargemeinden erfolgreich Spenden ein. In den Jahren 1937/1938 wurden dann das südliche Seitenschiff und die Sakristei angebaut. Dabei achtete Dechant Freude darauf, dass dieser Erweiterungsbau dem Charakter des alten Gebäudeteils angepasst wurde. Der Kunstkenner sorgte auch sonst für die Verschönerung der Kirche. Am 1. Oktober 1939 vollzog Weihbischof Heinrich Roleff die Weihe der erweiterten Pfarrkirche.
Im Zweiten Weltkrieg wurden 1942 die große und die mittlere Glocke der Pfarrkirche beschlagnahmt und kurz vor Ostern aus dem Kirchturm entfernt. Nur die kleine Glocke verblieb dem Gotteshaus. Als die Kriegsfront in den letzten Kriegstagen um Ostern 1945 über Bevergern hinwegrollte, wurden dessen Fenster und Gewölbe beschädigt. Bereits unmittelbar nach Kriegsende machte sich Dechant Freude daran, die Schäden an der Pfarrkirche wieder zu reparieren. So fand er im ca. 100 km entfernten Lünen die große Glocke („Totenglocke“) der Pfarrkirche wieder, die 1942 zwar beschlagnahmt, anschließend aufgrund ihres hohen Alters aber doch nicht eingeschmolzen worden war. Bereits im Juli 1945 kehrte diese Glocke nach Bevergern zurück. 1950 und 1951 schaffte die Kirchengemeinde zwei weitere Glocken an, sodass die Pfarrkirche nun über ein Vierglockengeläut verfügte. Außerdem erhielt die Kirche eine Heizungsanlage und ein elektrisches Läutewerk. Weiter ließ Dechant Freude 1953 die Orgel der Pfarrkirche vollständig erneuern und 1954/1955 erweitern. Zudem gab er einen neuen Marienaltar in Auftrag. Mit all diesen Veränderungen gab Albert Freude der Pfarrkirche St. Marien somit ihr heutiges Aussehen. Als Vorsitzender des Kuratoriums des Bevergerner Krankenhauses setzte Dechant Freude auch für diese medizinische Einrichtung großzügige Modernisierungen durch. Im Frühjahr 1956 machte der Pfarrer den ersten Spatenstich für den Neubau, dessen Vollendung er jedoch nicht mehr erleben sollte. Ferner war er unter anderem Präses des Kirchenchores.

### Ehrendechant wird Ehrenbürger

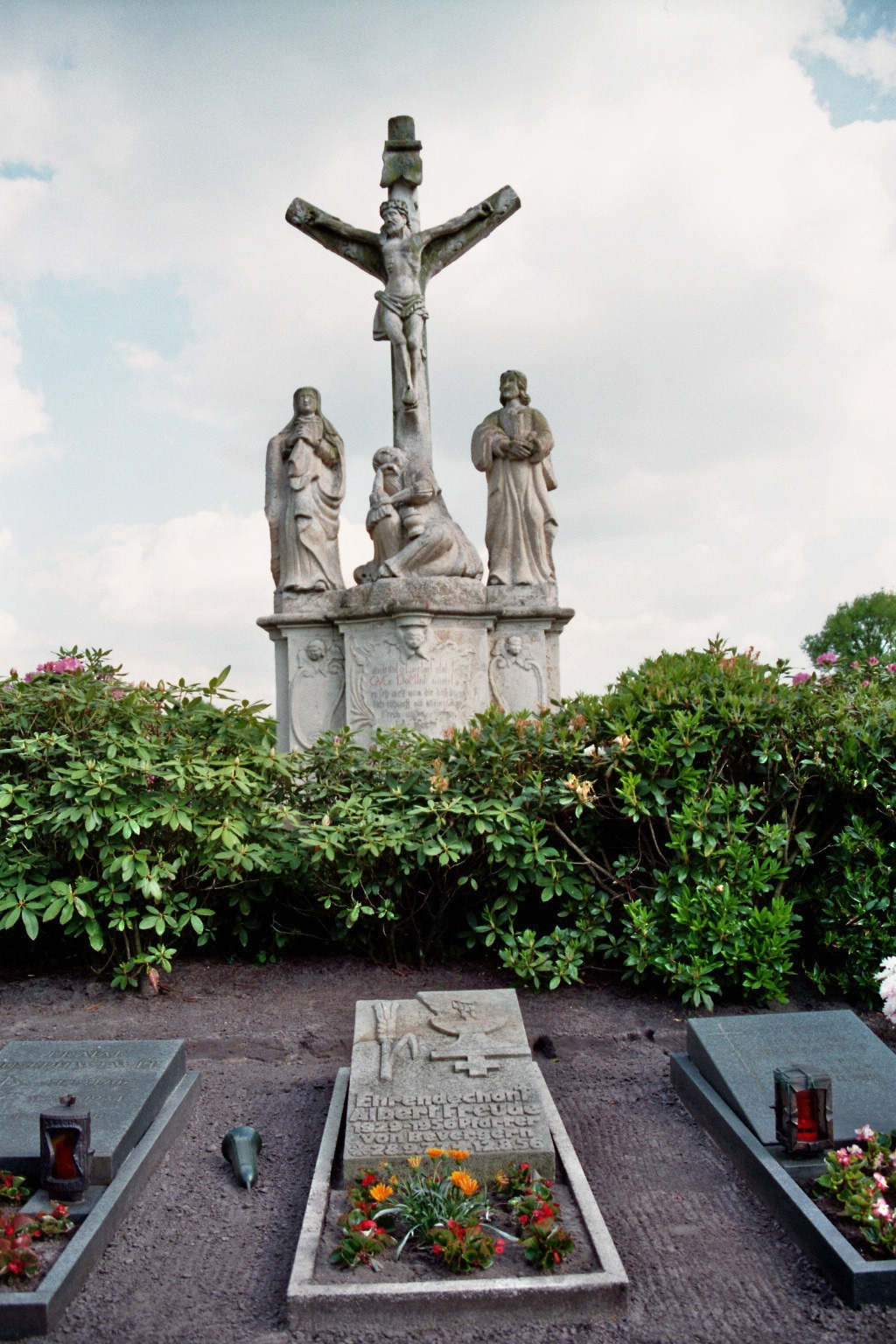
Grab von Albert Freude auf dem Neuen Friedhof (→ Detailaufnahme des Grabes)

Albert Freude machte sich auch als Heimatforscher um die Aufzeichnung der Geschichte Alt-Bevergerns verdient. Zusammen mit Anton Hilckman brachte er 1952 die Schrift Bevergern in Vergangenheit und Gegenwart heraus.
Nachdem er 1953 unter Anteilnahme der gesamten Bevergerner Bürgerschaft sein goldenes Priesterjubiläum gefeiert hatte, wurde ihm 1954 anlässlich seines 25-jährigen Ortsjubiläums als Pfarrer von St. Marien in Würdigung seiner Verdienste um Bevergern der Ehrenbürgerbrief der Stadt überreicht. Ehrendechant Albert Freude starb am 12. August 1956 im Alter von 78 Jahren. Er wurde am 16. August unter großer Anteilnahme der Bürgerschaft und seiner geistlichen Mitbrüder bei der Kreuzgruppe auf dem neuen Friedhof beigesetzt, den er 1934 hatte anlegen lassen. Die Stadt Bevergern benannte 1966 den Neuen Weg nach ihrem Ehrenbürger in Dechant-Freude-Weg um. Dieser Weg führt vom Ortskern über die Dechant-Freude-Brücke zum Neuen Friedhof.